# 第二次カーンズタウンの戦い
第二次カーンズタウンの戦い（だいにじカーンズタウンのたたかい、英:Second Battle of Kernstown）は、南北戦争の1864年のバレー方面作戦中1864年7月24日に、バージニア州ウィンチェスターの郊外、カーンズタウンで起こった戦闘である。南軍ジュバル・アーリー中将軍が、北軍ジョージ・クルック准将の部隊を完璧に破り、シェナンドー渓谷から追い出してポトマック川の向こうメリーランド州まで後退させた。

## 背景
7月19日、アーリー将軍は自隊側面への一連の北軍の攻撃が失敗した後で、ベリービルでの不安定な陣地からストラスバーグ近くのより安全な陣地まで退くことに決めた。ウィンチェスターの軍事病院と補給庫を引き払っている間に、7月20日のラザフォード農園の戦いで、ドッドソン・ラムスール少将の南軍部隊にウィリアム・W・アブレル准将の北軍が快勝した。この戦闘やその後ウィンチェスターの南であった一連の小さな騎兵戦での南軍の戦いぶりがお粗末だったことで、北軍の指揮官ジョージ・クルックとホレイショ・ライトは南軍が単に延命工作をやっているだけであり、アーリーはシェナンドー渓谷を離れてリッチモンドに向かっていると判断することになった。
首都ワシントンD.C.に対する脅威が無くなったと見えたので、ライトは7月20日に第6軍団と第19軍団を渓谷から退かせて、ピーターズバーグ包囲戦を行っているユリシーズ・グラント中将軍の支援に戻らせ、渓谷にはカノーワ軍のわずか3個師団を残すのみとなった。それに続く日々、両軍は互いに15マイル (24 km) 離れた宿営地に留まり、比較的穏やかだった。7月23日、南軍の騎兵隊がカーンズタウンの北軍前哨線を攻撃し、激しい騎兵同士の小競り合いになった。この小戦闘で捕らえた捕虜から、アーリーはライトが出発したことを知った。アーリーはリー将軍のために渓谷での作戦を続けるために目前の勢力が落ちた敵軍を攻撃し、ピーターズバーグのグラント軍が補強されないようにする必要があると認識した。

## 戦闘
7月24日朝、アーリーはクルックの部隊に向かって北にその軍を進めた。南軍の騎兵隊が午前中にカーンズタウンの南で北軍騎兵隊に遭遇し、激しい小競り合いが起こった。伝令がクルックにその攻撃を報せた。クルックはこのときも、アーリーの歩兵隊が渓谷を離れたと信じ込んでおり、配下の2個師団に騎兵隊の支援をつけただけでこの攻撃に対応させた。午後早い時間に両軍の歩兵隊が戦場に到着した。南軍の陣地はカーンズタウンの南にあるバレー・パイクの両側に広がって、両側面は高地に当たり、騎兵が遮蔽していた。ジョン・B・ゴードン少将の師団がバレー・ターンパイクに沿って南軍中央を形成した。ラムスールの師団はその左に位置し、側面はカーンズタウンの西にあるサンディリッジに接し、ウィリアム・"マッドウォール"・ジャクソン大尉の騎兵隊が遮蔽していた。ジョン・ブレッキンリッジ少将が指揮するガブリエル・ウォートン准将の師団は南軍右翼に就き、その側面はジョン・C・ボーン准将の騎兵隊が遮蔽していた。アーリーは当初、その歩兵隊を森の中に隠し、その騎兵隊と狙撃兵の散兵線を前に出すことで北軍を戦闘に誘い、このようにして南軍の歩兵隊が渓谷を去ったとクルックに思い込ませるようにした。
北軍の歩兵陣地はバレー・パイク周辺に集まったままであり、1862年の第一次カーンズタウンの戦いで北軍が勝利した要因の一つであるプリッチャーズヒルはジェイムズ・A・マリガン大佐に占めさせた。その右手にジョセフ・トゥーバーン大佐の師団がサンディリッジに配置した。左手には後の大統領ラザフォード・ヘイズの旅団がバレー・ターンパイクの東に陣取った。クルックはアブレルの騎兵隊を派遣して南軍右手を回り込み後方に付くように仕向けた。両軍の散兵が接近し、戦闘は始まっていた。北軍の師団長達は勢力で勝る南軍に対峙していることが間もなく分かり、そのことで攻撃を躊躇しその情報をクルックに伝えた。
クルックは間もなくその師団長達が南軍陣地に攻撃しないことで辛抱できなくなり、南軍の勢力に関する報告も信用しなかった。クルックはマリガンにヘイズ旅団の支援で南軍を攻撃するよう命じた。午後1時、北軍歩兵隊は躊躇いながらも前進を始め、プリッチャーズヒルを明けた。マリガン師団はゴードン師団にその前進が止められたオペクォン教会のある地帯で激しく戦った。ヘイズの旅団が支援のために前進しているときに、ブレッキンリッジはウォートン准将の師団をバレー・ターンパイクとは直角に走る深い北東の谷に進ませた。ブレッキンリッジはその師団を谷に向かわせることでターンパイク上にいる北軍からその動きを遮蔽した。ヘイズ旅団が谷を過ぎる道路まで来ると、ブレッキンリッジは突撃を命じ、南軍はヘイズ隊の無防備な側面を襲ってたちどころに退却させ、多くの損失を出させた。
トゥーバーンは攻撃のときにマリガンの右側面を支えると期待されていたが、戦場の地形のためにマリガン隊とは離れてしまい、ほとんど戦闘に参加できなかった。ゴードンの南軍が北軍前線に開いた隙間に付け込みマリガンの右手に出たので、ヘイズ隊が潰れた時にマリガンは南軍の2つの部隊に挟まれたことになった。マリガンは即座に退却を命じたが、その部隊を鼓舞して退却時に大崩れにならないように務めているときに致命傷を負った。南軍の歩兵隊はウィンチェスターの町を抜けるまで逃げる北軍に圧力を掛け、騎兵隊はウェストバージニア州までその追跡の足を伸ばした。
アブレルの騎兵隊は命令されていたように南軍の側面を襲おうとしたが、フロントロイヤル・パイク上でボーンの騎兵隊と鉢合わせした。予期しない南軍騎兵隊の攻撃に衝撃を受けた北軍騎兵隊はマーティンズバーグ方向に競って逃げた。逃げる騎兵隊がウィンチェスターの北で退却する北軍の輜重隊や砲兵隊に遭遇すると、北軍の御者達は敵に追いつかれたと思ってその間に恐慌が生じ、多くの者は荷物を捨てた。荷車の多くは南軍に手に落ちないように焼かれた。夜が来ると南軍騎兵隊は田園部を回って退却時に部隊から逸れた北軍兵を探した。北軍兵の大半は雨の中でその夜を過ごし、田園部に散開して捕獲を免れようとした。

## 戦闘の後
クルックはその部隊が崩壊し、ポトマック川まで退いて、7月26日にメリーランド州ウィリアムズポート近くで川を渡った。この敗北とアーリーが7月30日にペンシルベニア州チェンバーズバーグの町を焼いた結果、グラントは第6および第19軍団をシェナンドー渓谷に戻し、フィリップ・シェリダン少将をそこの北軍指揮官に指名した。